# 벤틀리 아주어

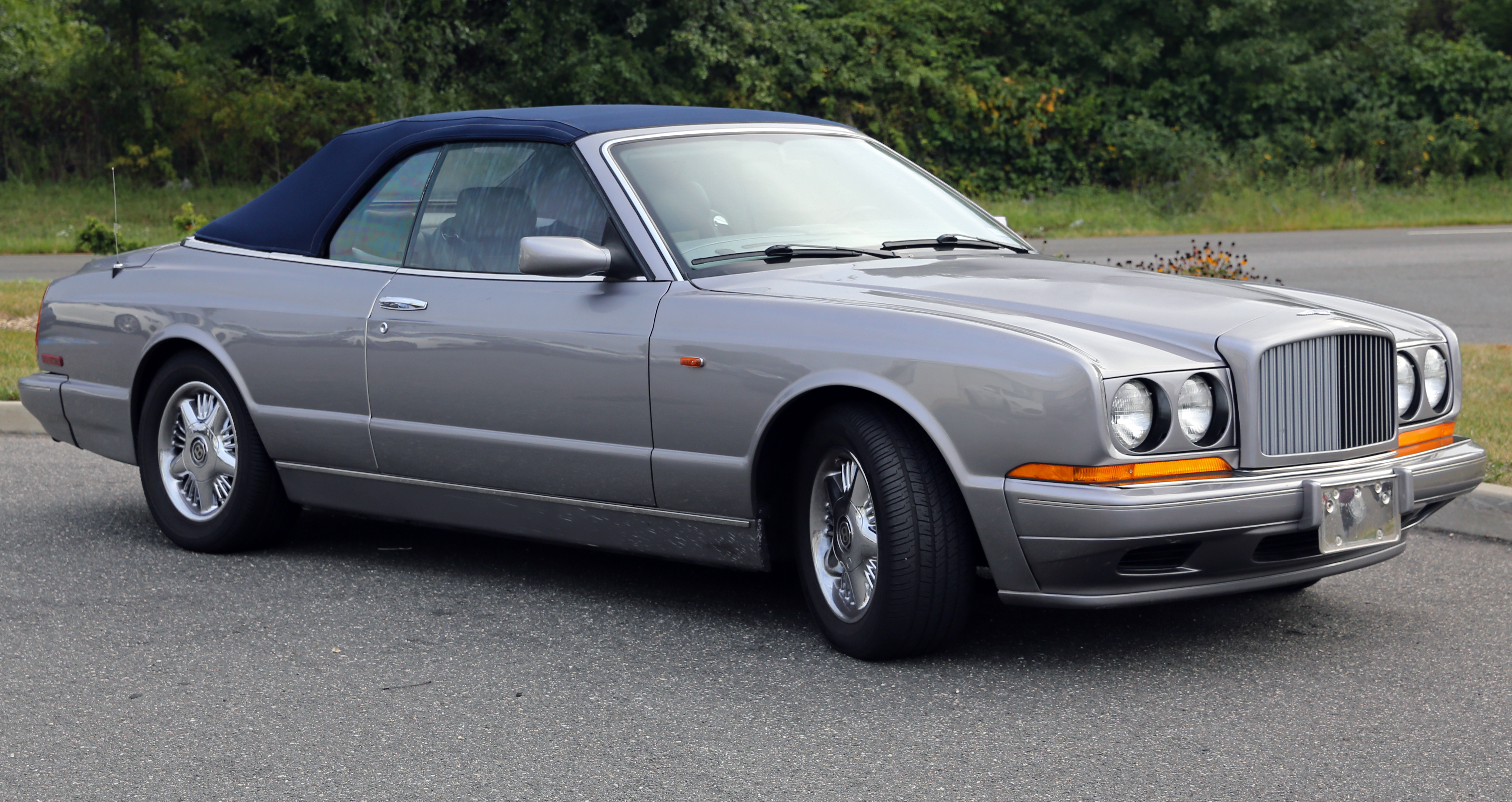
1996년 벤틀리 아주어

벤틀리 아주어(Bentley Azure)는 영국의 자동차 제조사 벤트리 모터스가 생산한 네좌석 컨버터블 GT카이다. 최초 버전은 1995년에 벤틀리 컨티넨털 R 플랫폼으로 데뷔했으며 2003년까지 제작되었다. 3년의 휴식 기간 이후 완전히 새로운 버전이 2006년에 데뷔했으며 2009년까지 생산되었다. 상당히 업데이트된 엔진에 의해 구동되었으며 신형 벤틀리 아르나지 플랫폼에 기반을 두었다.

## 1세대 (1995~2003년)
| 아주어 | 3 | 160 | 229 | 200 | 209 | 141 | 189 | 194 | 78 | 1,403 |

*stated by Pininfarina production records
**From 2 varying documents, newer data used

## 2세대 (2006~2009년)
- Azure T (2009)